# Chaetodipterus lippei
La paguala negra o paguala de África Occidental (Chaetodipterus lippei) es una especie de pez marino con aletas radiadas que pertenece a la familia Ephippidae, las pagualas. Esta especie se encuentra sobre fondos arenosos y fangosos a profundidades de 10 a 50 m (33 a 164 pies) en el Océano Atlántico oriental desde Senegal hasta Angola, incluido Cabo Verde. La paguala negra alcanza una longitud total máxima de 31 cm (12 pulgadas), aunque 20 cm (7,9 pulgadas) es más típico. Esta especie fue descrita formalmente por primera vez en 1895 por el ictiólogo austriaco Franz Steindachner y su localidad tipo fue Freetown en Liberia. Su nombre específico honra a un Dr. Lippe que recolectó el tipo durante un viaje en el SM Helgoland.